# Pegaoplex notabilis
Pegaoplex notabilis är en stekelart som beskrevs av Dbar 1984. Pegaoplex notabilis ingår i släktet Pegaoplex och familjen brokparasitsteklar. Inga underarter finns listade i Catalogue of Life.